# Eckermannita
L'eckermannita és un mineral de la classe dels silicats, que pertany i dona nom al grup del nom arrel eckermannita. Rep el nom per Harry von Eckermann (1886-1969), mineralogista i petròleg suec.

## Característiques
L'eckermannita és un silicat de fórmula química NaNa₂(Mg₄Al}Si₈O22(OH)₂. Cristal·litza en el sistema monoclínic. La seva duresa a l'escala de Mohs es troba entre 5 i 6.
L'eckermannita va ser descrita per primera vegada l'any 1942, per a un amfíbol descobert a Norra Kärr, Suècia. En la caracterització de l'holotip d'aquesta espècie, no es va trobar el liti. Un reexamen del material holotip i de la mostra original analitzada per Törnebohm va confirmar que ambdós són en realitat fluoroleakeïta. L'Associació Mineralògica Internacional va redefinir l'espècie el 2014 (IMA2013-136), d'acord amb la nova nomenclatura d'amfíbols aprovada per l'IMA publicada el 2012, i es va designar el material de Myanmar com a nou holotip per a l'eckermannita.
Segons la classificació de Nickel-Strunz, l'eckermannita pertany a «09.DE - Inosilicats amb 2 cadenes dobles periòdiques, Si₄O11; clinoamfíbols» juntament amb els següents minerals: antofil·lita, cummingtonita, clinoholmquistita, grunerita, manganocummingtonita, manganogrunerita, permanganogrunerita, ferrofluoropedrizita, ferrifluoroleakeïta, actinolita, ferritschermakita, ferroactinolita, ferrohornblenda, ferrotschermakita, joesmithita, magnesiohornblenda, tremolita, tschermakita, cannilloïta, fluorcannilloïta, parvomanganotremolita, fluorotremolita, potassicfluoropargasita, edenita, ferroedenita, ferrokaersutita, ferropargasita, hastingsita, kaersutita, magnesiohastingsita, pargasita, sadanagaïta, fluoroedenita, potassicferroferrisadanagaïta, potassicsadanagaïta, potassicpargasita, potassicferrosadanagaïta, magnesiofluorohastingsita, potassicfluorohastingsita, potassicclorohastingsita, fluoropargasita, parvomanganoedenita, potassiccloropargasita, potassicferrocloroedenita, potassicmagnesiohastingsita, potassicferropargasita, cromiopargasita, ferro-taramita, barroisita, ferroferribarroisita, ferroferriwinchita, ferribarroisita, ferroferritaramita, ferroferricatoforita, ferrobarroisita, ferrorichterita, ferrowinchita, ferrokatophorita, ferritaramita, magnesiotaramita, richterita, winchita, taramita, fluororichterita, katophorita, potassicfluororichterita, potassicrichterita, ferrighoseïta, ferriwinchita, fluorotaramita, arfvedsonita, ferroeckermannita, ferroglaucòfan, glaucòfan, potassicmanganileakeïta, manganoarfvedsonita, ferrileakeïta, magnesioriebeckita, magnesioarfvedsonita, nyboïta, riebeckita, manganomanganiungarettiïta, ferroferrinyboïta, clinoferroferriholmquistita, ferrinyboïta, ferroferrileakeïta, ferroferrifluoroleakeïta, sodicferriclinoferroholmquistita, magnesiofluoroarfvedsonita, ferripedrizita, potassicferrileakeïta, fluoronyboïta, manganidellaventuraïta, fluoropedrizita, potassicarfvedsonita, ferriobertiïta, potassicmagnesiofluoroarfvedsonita, ferroferripedrizita, potassicmagnesioarfvedsonita, pedrizita, ferropedrizita, fluoroleakeïta i ferroferriobertiïta.

## Formació i jaciments
Va ser descoberta al tram de mines de jade de Hpakant-Tawmaw, a la municipalitat de Hpakant del districte de Mohnyin (Kachin, Myanmar). La resta de localitats han de ser comprovades per si s'han d'assignar a l'eckermannita segons la redefinició del 2012.